# Liste der Einträge im National Register of Historic Places im Franklin County (Illinois)

Lage des Franklin County in Illinois

Die Liste der Einträge im National Register of Historic Places im Franklin County in Illinois führt alle Bauwerke und historischen Stätten im Franklin County auf, die in das National Register of Historic Places aufgenommen wurden.
| [ 2 ] | Name                     | Bild                     | Eintragsdatum        | Lage                                               | Ort            | Beschreibung |
| ----- | ------------------------ | ------------------------ | -------------------- | -------------------------------------------------- | -------------- | ------------ |
| 1     | Franklin County Jail     | Franklin County Jail     | 1999 ID-Nr. 99000111 | 209 West Main Street 37° 59′ 49″ N, 88° 55′ 21″ W  | Benton         |              |
| 2     | Sesser Opera House       | Sesser Opera House       | 1982 ID-Nr. 82002535 | 106 West Franklin Street 38° 5′ 31″ N, 89° 3′ 2″ W | Sesser         |              |
| 3     | West Frankfort City Hall | West Frankfort City Hall | 2002 ID-Nr. 02000460 | 108 North Emma Street 37° 53′ 55″ N, 88° 55′ 36″ W | West Frankfort |              |